# Joey Robin Haché
 (mai 2025).
Si vous disposez d'ouvrages ou d'articles de référence ou si vous connaissez des sites web de qualité traitant du thème abordé ici, merci de compléter l'article en donnant les références utiles à sa vérifiabilité et en les liant à la section « Notes et références ».
Joey Robin Haché est un artiste musical acadien né en 1988 dans le nord du Nouveau-Brunswick, et vient de la région de Nigadoo.

## Parcours musical
Depuis 2012, Haché écrit de la musique et se produit au Canada et en Europe. Au cours de la dernière décennie, il a reçu de nombreux prix et s'est aventuré à l'étranger pour des tournées en Belgique et en France[réf. nécessaire]. Haché est signé avec le label Le Grenier musique et a publié 4 albums. En novembre 2014, il sort Repaver l'âme. Son deuxième album, Stigmates, est sorti le 4 novembre 2016. Son troisième album Trente est sorti le 1er novembre 2019. Cet album est principalement axé sur les questions de santé mentale[réf. souhaitée]. Les trois premières albums ont été sortis sous l'étiquette Le Grenier musique. En 2022, dans le cadre d'un projet organisé par Musique NB, Joey Robin Haché collabore avec l'artiste belge Gil Mortio pour composer et enregistrer quinze chansons. Son album la plus récent, Moins zéro, est sorti le 6 octobre 2023 et a été enregistré à Bruxelles, en Belgique. L'une où l'on reconnait le plus le style de Joey Robin Haché s'intitule The Price is right, où le chanteur parle avec dérision du célèbre jeu télévisuel. C’était[Quoi ?] aussi nommé l'un des 6 albums acadiens marquants de 2023 selon l'Acadie Nouvelle dans les 12 coups de cœur de Musique Montréal. De plus, Moins Zéro a reçu deux nominations aux Prix de la musique du Nouveau-Brunswick, pour l'enregistrement de l'année et la chanson de l'année pour « Jerrycan » respectivement.
En 2022, il sort l'album Et les mangeux de baloni sous le nom Plywood Joe. Né de la plume de Joey Robin Haché, Plywood Joe est un projet de style country folk punk de l’artiste acadien originaire de Nigadoo, au nord du Nouveau-Brunswick. Depuis une dizaine d’années, Joey Robin Haché a façonné ce personnage qui lui permet d’exprimer son envie de revenir aux sources, de traiter de sujets plus régionaux et intimes. L’artiste a créé un personnage qui lui permet d’explorer un autre univers : celui des travailleurs du domaine ouvrier d’où le vrai Joey Robin Haché est issu. Le personnage Plywood Joe vit dans une réalité totalement différente de l’artiste, il utilise un autre langage et explore une autre musique. Ce projet valorise le régionalisme de la Baie des Chaleurs et veut fédérer le monde autour de chansons tirées d’un quotidien simple, reflétant la réalité du nord du Nouveau-Brunswick d’une manière non pas sarcastique ou satirique, mais plutôt pleine de compassion et d’empathie pour la vie normale de Monsieur-tout-le-monde.

## Style
Sa musique couvre plusieurs genres, de l'alternatif à l'indie, ainsi que le punk et le rock. 

## Année par année: 2014-2025
« 2014: Réaction forte pour la chanson "Loin des vagues" au Palmarès de l'ADISQ (décembre), il a sortie l’album “Repaver l'âme ” (25 novembre) sous le label Le Grenier musique.
2015 : Gagnant aux Prix de la musique du Nouveau-Brunswick - Chanson de la SOCAN, Enregistrement de l'année, Enregistrement solo de l'année.  
2017 : Artiste pop de l'année (Prix Musique NB), Prix du public (Francouvertes), multiples nominations (Prix Musique NB, Prix Trille Or).  
2018 : Gagnant de l'enregistrement francophone de l'année (ECMAs) pour ‘Stigmates’.  
2019 : Remporte les prix internationaux Marc-Chouinard (France et Belgique), sort ‘Trente’ sous le label Le Grenier musique.  
2020 : 5 nominations aux Prix de la musique du Nouveau-Brunswick, vitrines au Canada et en Belgique, concert au Centre national des arts (Ottawa).  
2021 : Nominations à l'ECMA (Album francophone de l'année) et aux Trilles Or (Album de l'Acadie) pour ‘Trente’.  
2022 : Remporte le prix Marc-Chouinard (Festival FrancoFaune, Belgique), lance le projet ‘Plywood Joe’, enregistre ‘Moins zéro’ en Belgique.
2023 : ‘Moins zéro’ est nommé parmi les albums acadiens les plus importants et est présenté dans les principaux festivals européens et canadiens.  
2024 : Deux nominations aux Prix de la musique du Nouveau-Brunswick (‘Moins zéro’), tournées en Belgique, en France, au Nunavut, au Québec et dans les Maritimes.  
2025 : Nomination dans la catégorie « Artiste acadien ou francophone de l'année » aux ECMA. »